# Economia d'Ucraïna

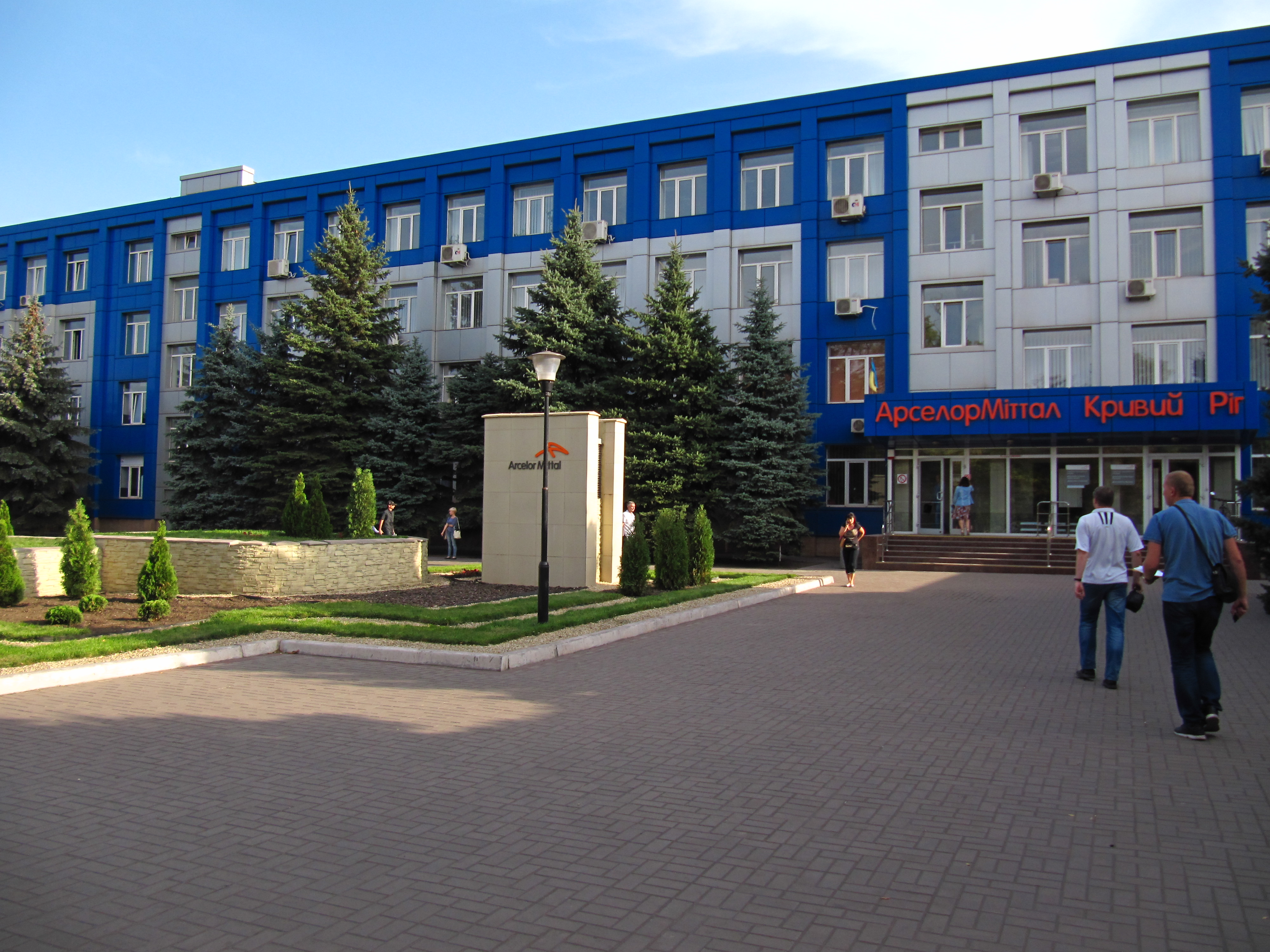
Fàbrica d'acer d'ArcelorMittal Kryvyi Rih.

Després de la Rússia, la República Socialista Soviètica d'Ucraïna era la més important república de la Unió Soviètica en termes econòmics. El seu sòl fèrtil produïa 1/4 de la producció agrícola soviètica. Després de la independència el 1991 el seu govern va alliberar la majoria dels preus i va intentar començar un procés de privatització, però això va sofrir fortes resistències al govern i en el legislatiu. La producció el 1999 va caure per menys de 40% de la de l'any 1991.
La dependència de Rússia per atendre les seves necessitats d'energia i l'absència d'importants reformes estructurals van deixar l'economia d'Ucraïna vulnerable a problemes externs. Gairebé 3/4 del gas natural i del petroli consumit al país, bé així el 100% del combustible nuclear són importats.
El producte interior brut va créixer més de 7% a l'any entre el 2006 i 2007 impulsat pels preus internacionals de l'acer. No obstant això, el 2008 el país va començar a ser afectat per la crisi internacional i el 2009 el creixement va caure més de 14%, una de les pitjors retraccions econòmiques del món. A l'abril de 2010 Ucraïna va negociar una rebaixa del preu del gas natural importat de Rússia, en canvi d'estendre l'arrendament de la base naval de Crimea als russos.